# Hildrun
Hildrun ist ein weiblicher Vorname germanischen Ursprungs.
Der Name bedeutet geheimnisvolle Kriegerin und stammt aus dem althochdeutschen hilt(j)a „Kampf“ und runa „Zauberin, Geheimnis, Rune“.
Hildrun ist ein seltener Vorname, in Österreich wurde er von 1984 bis 2020 genau ein Mal vergeben.

## Bekannte Namensträgerinnen
- Hildrun Laufer (* 1939 als Hildrun Claus), deutsche Leichtathletin, Olympiateilnehmerin im Weitsprung
- Hildrun Siegrist (1944–2021), deutsche Politikerin (SPD), Mitglied des Landtages Rheinland-Pfalz

## Astronomisches Objekt
- (928) Hildrun, ein Asteroid im Hauptasteroidengürtel des Sonnensystems

## Referenzen
1. ↑  https://www.baby-vornamen.de/Maedchen/H/Hi/Hildrun/
2. ↑  http://www.statistik.at/web_de/statistiken/menschen_und_gesellschaft/bevoelkerung/geborene/vornamen/index.html